# والتر جي. اندروز
والتر جي. اندروز (بالإنجليزية: Walter Gresham Andrews)‏ هو مدرب رياضي ومدير ومدير وسياسي أمريكي، ولد في 16 يوليو 1889 في إيفانستون في الولايات المتحدة، وتوفي في 5 مارس 1949 في دايتونا بيتش في الولايات المتحدة. حزبياً، نشط في الحزب الجمهوري. وقد انتخب عضو مجلس النواب الأمريكي (4 مارس 1931 – 3 يناير 1949).